# 左旋安非他命
左旋安非他命（英語：Levoamphetamine，也称（INN））是一种中枢神经系统的刺激剂，可提升清醒度、增强注意力，伴有食欲不振和疲倦。目前在某些国家中，含有左旋安非他命的药物被认为能够治疗注意力不足過動症（ADHD）、肥胖症和發作性嗜睡病。

## 化学
左旋安非他命是苯丙胺分子的左旋立体异构体。外消旋苯丙胺含有两种光学异构体，右旋安非他命和左旋安非他命。

## 制剂

### 外消旋安非他命
第一个获得专利的安非他明品牌Benzedrine是苯丙胺两种对映异构体（左旋安非他明和右旋安非他明）的游离碱或硫酸盐的外消旋混合物，于1934年在美国引入，作为治疗鼻塞的吸入剂。后来人们意识到安非他明对映体可以治疗肥胖症，發作性嗜睡病和ADHD。由于右旋对映异构体（以迪西卷的形式出售）具有更大的中枢神经系统作用，Benzedrine品牌的处方下降并最终停止使用。然而，在2012年，外消旋安非他明硫酸盐以Evekeo品牌名称被重新引入。

### 阿得拉尔
阿得拉尔是一种含有25%左旋安非他明盐的苯丙胺药物。

### Evekeo
Evekeo是FDA批准的药物，含有外消旋苯丙胺硫酸盐（即50%左旋安非他明硫酸盐和50%右旋安非他明硫酸盐）。它被批准用于治疗發作性嗜睡病，ADHD和外源性肥胖症。